# Thailändische Unihockeynationalmannschaft der Frauen
Die thailändische Unihockeynationalmannschaft der Frauen repräsentiert Thailand bei Länderspielen und internationalen Turnieren in der Sportart Unihockey. Unter dem singapuranischen Trainer Kenneth Koh qualifizierte sich die Mannschaft bei der ersten Qualifikation für die Weltmeisterschaft gleich für diese.

## Platzierungen

### Weltmeisterschaften
| WM   | Austragungsort(e)           | Platz     |
| ---- | --------------------------- | --------- |
| 1997 | Mariehamn und Godby         | –         |
| 1999 | Borlänge                    | –         |
| 2001 | Riga                        | –         |
| 2003 | Bern, Gümligen und Wünnewil | –         |
| 2005 | Singapur                    | –         |
| 2007 | Frederikshavn               | –         |
| 2009 | Västerås                    | –         |
| 2011 | St. Gallen                  | –         |
| 2013 | Brünn, Ostrava              | –         |
| 2015 | Tampere                     | –         |
| 2017 | Bratislava                  | 13. Platz |
| 2019 | Neuenburg                   | 15. Platz |
| 2021 | Uppsala                     | 15. Platz |
| 2025 | Brno und Ostrava            |           |
| 2027 | Turku                       |           |

### AOFC Cup
| Jahr | Austragungsort(e) | Platz    |
| ---- | ----------------- | -------- |
| 2018 | Singapur          | 2. Platz |
| 2022 | Singapur          | 3. Platz |

### World Games
| WM   | Austragungsort(e) | Platz    |
| ---- | ----------------- | -------- |
| 2025 | Chengdu           | 7. Platz |

## Trainer
- 2016-jetzt Kenneth Koh